# Vulcaniella fiordalisa
Vulcaniella fiordalisa is een vlinder uit de familie prachtmotten (Cosmopterigidae). De wetenschappelijke naam is voor het eerst geldig gepubliceerd in 1904 door Petry.
De soort komt voor in Europa.